# 冤大頭的排行榜
《冤大頭的排行榜》(韓語：호구의 차트)，又譯《浩九的排行》或《傻瓜的排行榜》，是在韩国JTBC2电视台于2019年播出的电视节目 ，由Junjin（神话）、韓惠珍、張聖圭、REN（NU'EST）、鄭赫主持。每一集會展示20歲至49歲男女對購物、飲食、人際關係等不同問題的投票結果，主持人需要猜對排行，亦會跟據每集不同的主題提供意見，讓大家不再做「冤大頭」。

## 節目概念
在這個充满了過多信息令任何人都很容易地變成「冤大頭」的世界，為了世界上的所有「冤大頭」，以「冤大頭」視線來整理的排行榜。

## 節目主持

### 固定成員
- 韓惠珍
- Junjin
- 張聖圭
- 鄭赫
- REN

## 外部連結
- 冤大頭的排行榜 官方網页 （页面存档备份，存于）
- 冤大頭的排行榜 Naver TV （页面存档备份，存于）
- 冤大頭的排行榜 Kaokao TV
- Daum上《冤大頭的排行榜》的資料